# Пајн Сити (Минесота)
Пајн Сити (енгл. Pine City) град је у америчкој савезној држави Минесота.

## Демографија
По попису из 2010. године број становника је 3.123, што је 80 (2,6%) становника више него 2000. године.
| Група             | 2000.         | 2010.         |
| Белци             | 2.938 (96,5%) | 2.956 (94,7%) |
| Афроамериканци    | 5 (0,2%)      | 8 (0,3%)      |
| Азијати           | 5 (0,2%)      | 23 (0,7%)     |
| Хиспаноамериканци | 41 (1,3%)     | 38 (1,2%)     |
| Укупно            | 3.043         | 3.123         |